# Rudná magistrála
Rudná magistrála (pol. Rudna Magistrala) – dalekobieżny, znakowany, górski szlak turystyczny na terenie Karpat Zachodnich na Słowacji.

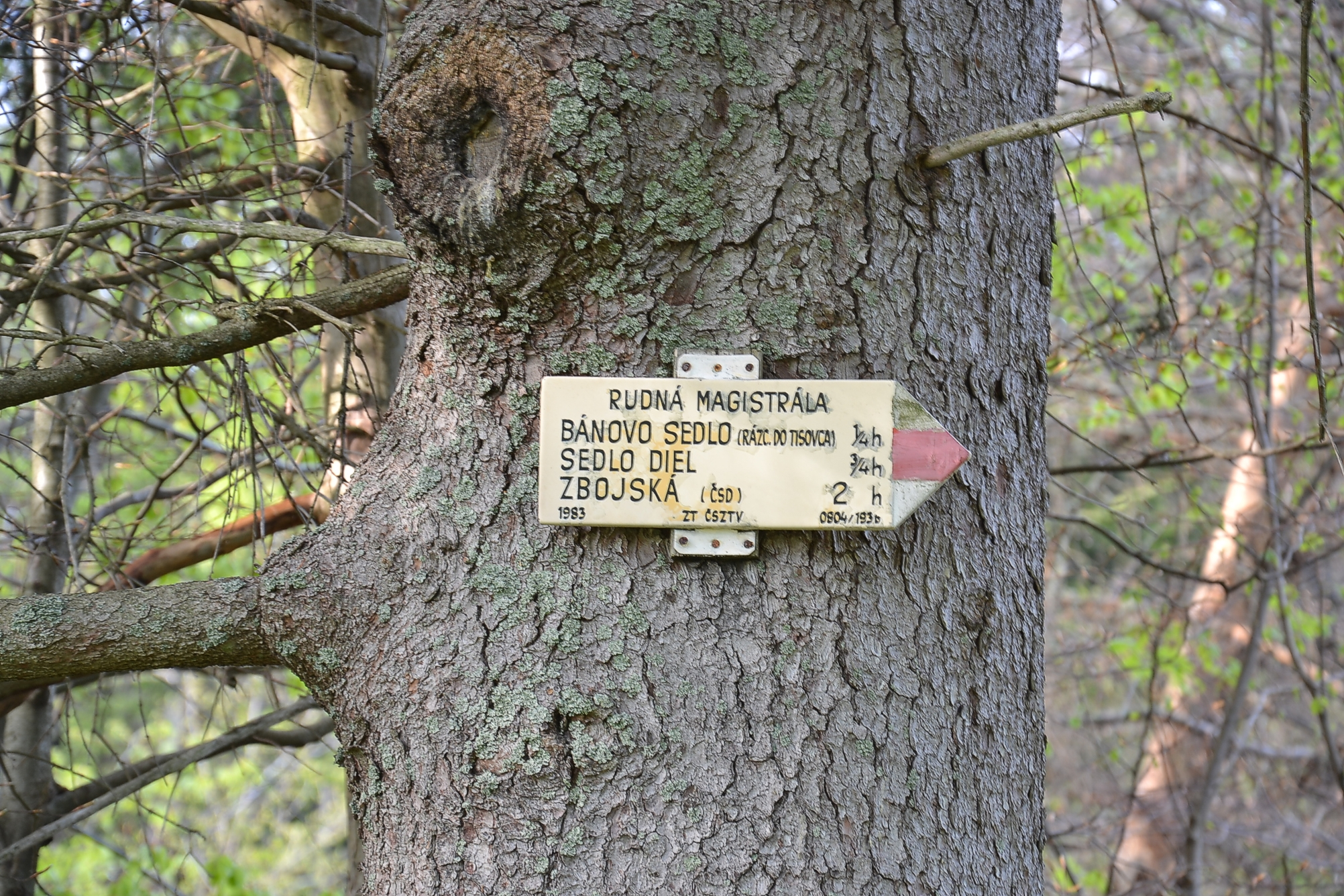
Tablica szlakowa z 1983 roku

Długość szlaku wynosi 258 km. Zaczyna się on w mieście Zlaté Moravce, po czym wiedzie przez Hroński Inowiec, Góry Szczawnickie, Kotlinę Plieszowską, Jaworie, Kotlinę Zwoleńską, Polanę i Rudawy Weporskie w Rudawy Gemerskie, gdzie kończy się na najwyższym szczycie Gór Stolickich – Stolicy (1476 m n.p.m.).
Przy szlaku znajdują się samoobsługowe miejsca noclegowe dla turystów - m.in. Nižná Kľaková.
Szlak jest znakowany kolorem czerwonym, standardowymi znakami stosowanymi do znakowania szlaków pieszych  (czerwony, poziomy pasek pomiędzy dwoma paskami białymi) i w terenie wyróżnia się od innych szlaków jedynie odpowiednią informacją, podawaną zwykle na drogowskazach turystycznych. Podobna informacja zamieszczana jest na mapach turystycznych.
Nazwa szlaku nawiązuje do bogatych tradycji górnictwa rud metali na terenach, przez które szlak przebiega.